# 碧南市民病院

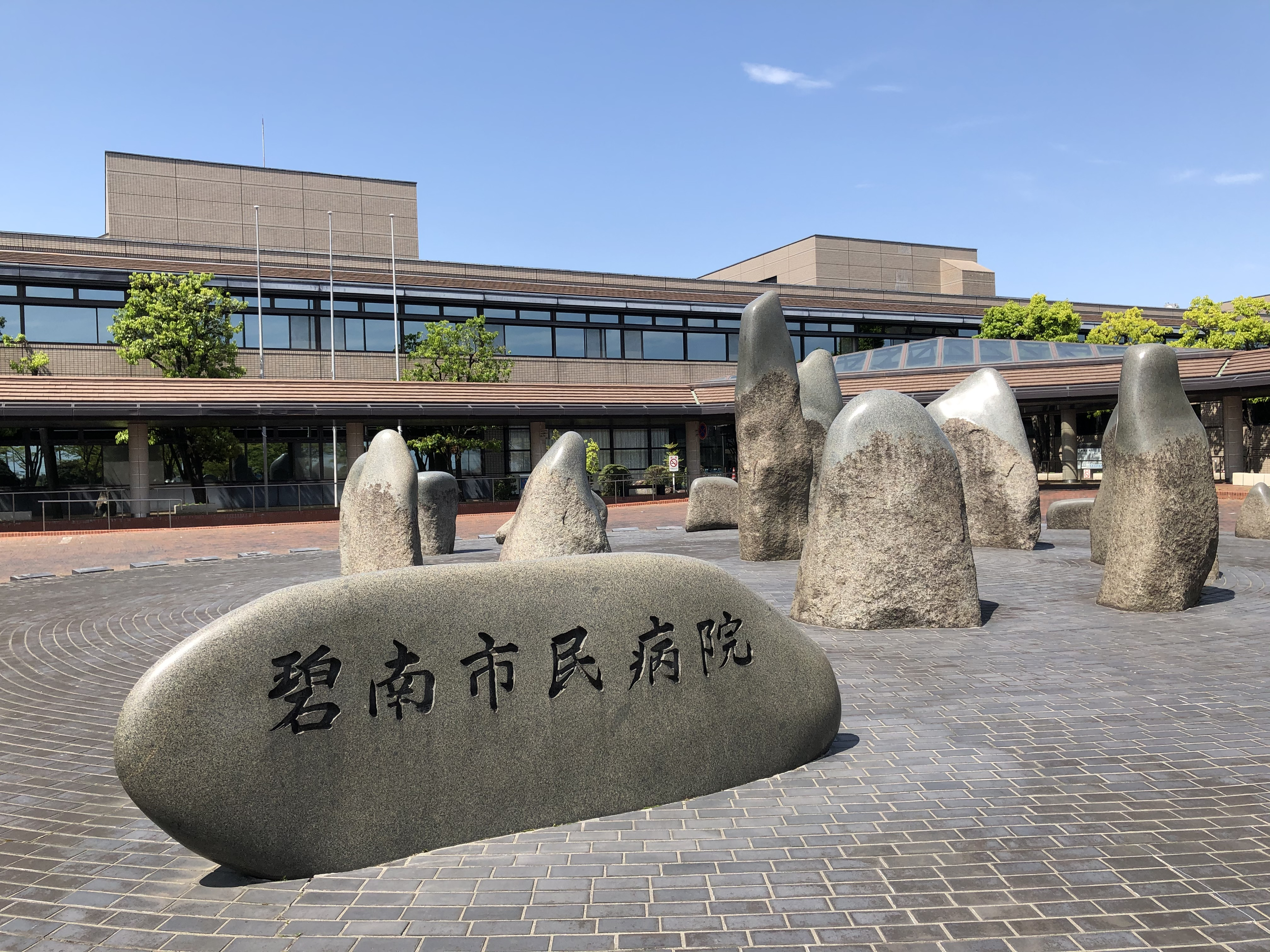
正面入口

碧南市民病院（へきなんしみんびょういん）は、愛知県碧南市にある公立の病院。医師、歯科医師の卒後臨床研修指定病院でもある。

## 沿革
- 1988年5月 - 開設。
- 1989年5月 - 総合病院の承認を受ける。
- 1990年2月 - 救急指定病院の認定を受ける。
- 1998年6月 - 日本医療機能評価機構の認定を受ける。
- 2003年6月 - 日本医療機能評価機構の認定を更新。
- 2003年10月 - 臨床研修病院の指定を受ける。
- 2005年11月 - 歯科医師臨床研修病院の指定をうける。
- 2008年6月 - 日本医療機能評価機構認定Ver.5.0更新。
- 2011年4月 - DPC / PDPS開始。
- 2013年6月 - 日本医療機能評価機構認定Ver.6.0更新。
- 2015年4月 - 40床を地域包括ケア病棟へ転換。
- 2016年4月 - 訪問看護ステーション設置。
- 2018年6月 - 日本医療機能評価機構認定3rdG：Ver.1.1更新。
- 2019年2月 - 病床319床 地域包括ケア病棟45床（5床増） 急性期病棟274床（6床減）に変更。
- 2020年11月16日 - 市は碧南市民病院の病床を319床から255床に2割削減する新たな大規模改修計画を明らかにした。また、西尾市民病院との経営統合協議を打ち切る方針を示した[1]。

## 診療科目
- 内科
- メンタルクリニック
- 神経内科
- アレルギー科
- 小児科
- 外科
- 整形外科
- 脳神経外科
- 呼吸器外科
- 皮膚科
- 泌尿器科
- 産婦人科
- 眼科
- 耳鼻咽喉科
- リハビリテーション科
- 放射線科
- 麻酔科
- 病理診断科
- 歯科口腔外科

## 医療機関指定
出典
| 保険医療機関                 | 救急告示病院                                 |
| 労災保険指定病院             | 地方公務員災害補償基金愛知県支部指定医療機関 |
| 結核指定医療機関             | 生活保護法指定医療機関                       |
| 更生医療指定医療機関         | 育成医療指定医療機関                         |
| 被爆者一般疾病医療機関       | 養育指定医療機関                             |
| 難病指定医療機関             | 先天性血液凝固因子障害治療研究事業受託病院   |
| 小児慢性特定疾病指定医療機関 | 肝疾患専門医療機関                           |

## 学会認定施設
出典
| 医師臨床研修病院                       | 歯科医師臨床施設                     |
| 日本内科学会認定医教育病院             | 日本放射線科専門医修練機関           |
| 日本循環器学会認定循環器専門医研修施設 | 麻酔指導病院                         |
| 日本外科学会外科専門医修練施設         | 日本神経学会教育関連施設             |
| 呼吸器外科専門医認定機構関連施設       | 日本乳癌学会関連施設                 |
| 日本整形外科学会認定医研修施設         | 日本脳神経外科学会専門医指定訓練場所 |
| 日本小児科専門医研修施設               | 日本泌尿器科専門医教育施設           |
| 日本臨床細胞学会施設                   | 日本呼吸器学会認定施設               |
| 日本口腔外科学会専門医研修機関         | 日本アレルギー学会教育施設           |
| 日本がん治療認定医機構認定研修施設     | 日本消化器外科学会専門医修練施設     |

## アクセス
- 名鉄三河線「北新川駅」下車、タクシーで約10分。
- 名鉄三河線「碧南中央駅」下車、くるくるバス（市内巡回バス：コミュニティバス）中央巡回コース「市民病院」停留所下車。又はタクシーで約10分。
- 安城更生病院から、あんくるバス（安城市：コミュニティバス）南部線「碧南市民病院」停留所下車。